# NGC 3013
NGC 3013 is een spiraalvormig sterrenstelsel in het sterrenbeeld Kleine Leeuw. Het hemelobject werd op 18 maart 1874 ontdekt door de Ierse astronoom Lawrence Parsons.

## Synoniemen
- MCG 6-22-18
- ZWG 182.24
- NPM1G +33.0174
- PGC 28300